# Chasmata di Ariel
Segue una lista dei chasmata presenti sulla superficie di Ariel. La nomenclatura di Ariel è regolata dall'Unione Astronomica Internazionale; la lista contiene solo formazioni esogeologiche ufficialmente riconosciute da tale istituzione.
I chasmata di Ariel portano i nomi di spiriti benevoli di varie culture del mondo.

## Prospetto
| Chasma           | Eponimo                                                                                                | Latitudine | Longitudine | Diametro |
| ---------------- | --- | ---------- | ----------- | -------- |
| Brownie Chasma   | Brownie - Spiriti del folklore britannico che vivono nelle foreste.                                    | 16° S      | 337,6° E    | 343 km   |
| Kachina Chasmata | Kachina - Spiriti della cultura dei Pueblo che portano la pioggia e altri eventi favorevoli.           | 33,7° S    | 246° E      | 622 km   |
| Kewpie Chasma    | Kewpie - Spiriti del folklore britannico.                                                              | 28,3° S    | 326,9° E    | 467 km   |
| Korrigan Chasma  | Korrigan - Spiriti del folklore bretone che curano le malattie.                                        | 27,6° S    | 347,5° E    | 365 km   |
| Kra Chasma       | Kra - Spiriti vitali nella cultura dei popoli della Costa d'Oro (approssimativamente l'odierno Ghana). | 32,1° S    | 354,2° E    | 142 km   |
| Pixie Chasma     | Pixie - Spiriti del folklore britannico che vivono nelle rocce.                                        | 20,4° S    | 5,1° E      | 278 km   |
| Sylph Chasma     | Sylph - Spiriti dell'aria del folklore britannico che influenzano i temperamenti umani.                | 48,6° S    | 353° E      | 349 km   |